# Urnenfeld im Ruser Steinbusch
Das Urnenfeld im Ruser Steinbusch liegt bei Högsdorf im Kreis Plön in Schleswig-Holstein. In dem kleinen Forst blieb ein eisenzeitliches Urnenfeld mit oberirdischen Steinsetzungen in weitgehend ungestörtem Zustande erhalten. Der Wald liegt in einem Moränengebiet mit einer Findlingsstreuung, die für die Steinsetzungen abgelesen wurde. 

Das Wappen von Högsdorf zeigt drei der Steinkreise

## Die verschiedenen Formen
Vergleichbar mit den Kreisgrabenfriedhöfen Westfalens und der Niederlande ist auf nordischen Urnenfeldern der Bestattung oberirdisch ein fixierter Platz zugeteilt. Im Norden bezeichnen statt der Gräben dicht nebeneinander auf die Oberfläche gelegte Steine diese Abgrenzung. Neben kreisrunden kommen vereinzelt langgestreckte Formen vor. 

### Steinkreise
Die runde Einfassung wird von einem in der Regel einreihigen geschlossenen Ring aus etwa kopfgroßen Steinen gebildet. Der Durchmesser beträgt gewöhnlich wenige Meter. Große Ringe mit mehr als sieben Metern und kleine mit weniger als zwei Metern sind selten. Der Innenbereich ist mit kleinen Steinen in zwei Lagen gepflastert. Mittig darunter findet sich in einer Grube. die mit faustgroßen Steinen ummantelte auf einer Steinplatte platzierte Urne. Über oder neben der Gefäßmündung liegt nicht selten ein mit der Reibfläche nach unten gekehrter Mahlstein.

### Reihengräber
Neben den Steinringen, die eine bekannte Erscheinung im vorgeschichtlichen Grabbau darstellen, kommen in etwa rechteckige und schiffsartige Steinsetzungen vor. Ein Steinreihengrab auf dem Timmberg bei Grebin, im Kreis Plön besteht z. B. aus drei, parallel verlaufenden Steinreihen von jeweils 29 m Länge. Die äußeren kommen an den Enden bogenförmig zusammen und bilden gemeinsam mit der mittleren Reihe, schmale, etwa drei Meter breite Bezirke. In dieser weiträumigen Anlage wurde eine einzige Bestattung gefunden, und zwar in der Mitte der nördlichen Bahn. Bei einem benachbarten Steinreihengrab von 45 m Länge, wurden drei Bestattungen angetroffen. Die Abmessungen der Steinreihengräber am Timmberg übertreffen die im „Ruser Steinbusch“ und an anderer Orte bei weitem. Die Gräber im Ruser Steinbusch haben Längen zwischen 10 und 15 m. Da ihnen die Mittelreihe fehlt, besteht der Innenraum aus einer Bahn. An einem Ende ist hier – ebenfalls anders als am Timmberg – die Schmalseite rechtwinkelige ausgebildet, während das andere Ende spitz ausläuft. Eine Stele, die mitunter die Bugspitze bildet, zeigt kein Grabmal an. Sie erinnert an die Bugsteine nordischer Schiffssetzungen. Der Steinschutz der Hauptbestattungen in den Steinreihengräbern zeichnete sich mitunter durch einen sorgfältigen Aufbau aus. Einer enthielt eine Plattenkiste, über dem anderen lag ein mächtiger Mahlstein mit der Reibfläche nach unten. Der Eckstein eines anderen Reihengrabes hat zwei Schälchen.

### Bautasteine
Innerhalb der Steinreihengräber oder zwischen den Grabplätzen findet man unbearbeitete längliche, senkrecht in den Boden eingesetzten Steine von selten mehr als einem halben Meter Höhe. Die meisten zeigen eine an ihrem Fuß befindliche Bestattung an. Es kommen jedoch auch Stelen ohne Bestattung vor. Die Aufstellung solcher Stelen, die in Dänemark Bautasteine heißen, war auf kleinere Bezirke des Ruser Grabfeldes beschränkt. In einigen Steinringen ersetzt ein liegender Findling die Stele. Grabstelen finden sich gewöhnlich auch in Steinreihengräbern. Dort dient sie Kennzeichen der Hauptbestattung, der unter Umständen einige Nachbestattungen zugeordnet waren.

## Der Steinbusch
Am Nordrand des Gräberfeldes liegt ein mächtiger bronzezeitlicher Grabhügel von 22 m Durchmesser und etwa fünf Metern Höhe. Das Miteinander von bronzezeitlichem Grabhügel und eisenzeitlichem Urnenfeld findet sich vielfach in der nordischen Eisenzeit. 

### Zeitfolge und Kontext
Beigaben oder Gefäße fehlen fast völlig. Die bauchigen Urnen sind unverziert und besitzen als Kennzeichen der älteren Stufe der vorchristlichen Eisenzeit (500–300 v. Chr.) einen ausgeprägten Hals mit abgesetztem Rand. Die Ausgrabung eines typverwandten Urnenfeldes bei Groß-Timmendorf, Kreis Eutin, erbrachte keinen einzigen jüngeren Gegenstand. So ist wohl auch das Ruser Feld an der Wende vom 4. zum 3. vorchristlichen Jahrhundert belegt worden. Geht man davon aus, dass der älteste Teil des – nicht eingehend untersuchten – Gräberfeldes in der Nähe des bronzezeitlichen Hügels zu suchen ist, so sind vergleichsweise weite Steinringe als ältere Form anzusehen. Eine kleine Gruppe überdurchschnittlich großer Steinringe findet sich auch am südlichen Rande des Feldes. Der größte davon umgibt ungewöhnlicherweise einen niedrigen, vermutlich älteren Hügel. Demzufolge könnte die Belegung an zwei Stellen begonnen haben. Danach müssten die kleinen und kleinsten Ringgräber, die im mittleren Teil liegen, die jüngere Stufe repräsentieren. Dieser Abfolge folgend würden sich, weil auf den östlichen und westlichen Rand beschränkt, die Steinreihengräber als jüngste Form anfügen.
Auf der Kimbrischen Halbinsel kommen Urnenfelder mit Steinringen bis nach Mitteljütland hinauf vor, wo es sogar Entsprechungen mit einem Felsblock in der Mitte gibt. Vergleichbare Fundplätze liegen auch auf den dänischen Inseln und in Westschweden. Ob Gräberfelder im Küstengebiet beiderseits der Oder auch dazu gehören, lässt sich gegenwärtig nicht entscheiden. 